# Stephen Schwartz
Stephen Lawrence Schwartz (ur. 6 marca 1948 w Nowym Jorku)– amerykański kompozytor i tekściarz. W swojej ponad 40-letniej karierze Schwartz stworzył takie hity musicalowe jak Godspell (1971), Pippin (1972) i Wicked (2003). Stworzył także słowa piosenek do filmów Pocahontas (1995), Dzwonnik z Notre Dame (1996), Książę Egiptu (1998, muzyka i tekst) i Zaczarowana (2007). Schwartz zdobył Drama Desk Award za najlepsze słowa piosenek, trzy nagrody Grammy, trzy Oscary, Złoty Glob i sześć nominacji do nagrody Tony.

## Wybrana twórczość

### Teatr
- 1969: Motyle są wolne – piosenka tytułowa
- 1971: Godspell – muzyka, teksty piosenek
- 1971: Mass
- 1972: Pippin – muzyka, teksty piosenek
- 1974: The Magic Show – muzyka, teksty piosenek
- 1976: The Baker's Wife – muzyka, teksty piosenek
- 1978: Working – adaptacja, reżyseria, kompozytor 4 piosenek
- 1985: Personals – kompozytor 3 piosenek
- 1986: The Trip – children's show – muzyka, teksty piosenek
- 1986: Rags – teksty piosenek
- 1991: Children of Eden – muzyka, teksty piosenek
- 2003: Wicked – muzyka, teksty piosenek
- 2005: Snapshots
- 2005: Captain Louie
- 2005: Mit Eventyr – My Fairy Tale
- 2009: Séance on a Wet Afternoon – opera

### Film
- 1973: Godspell – muzyka, teksty piosenek
- 1995: Pocahontas – teksty piosenek
- 1996: Dzwonnik Notre Dame – teksty piosenek
- 1998: Książę Egiptu – kompozytor, teksty piosenek
- 2007: Zaczarowana – teksty piosenek

## Nagrody

### Oscar
Muzyka
- 1996: Pocahontas[a][1]

Piosenka
- 1996: „Colors of the Wind” (Pocahontas)[1]
- 1999: „When You Believe” (Książę Egiptu)[2]